# Từ Mộng Khiết
Từ Mộng Khiết (giản thể: 徐梦洁, bính âm: Xú Mèng Jié, tiếng Anh: Rainbow Xu) là một nữ ca sĩ, diễn viên, người mẫu người Trung Quốc. Năm 2018, Từ Mộng Khiết tham gia show tuyển chọn Produce 101 bản Trung - Sáng Tạo 101 của đài Tencent (Đằng Tấn) sau đó debut hạng 11, hoạt động cùng nhóm nhạc dự án Hỏa tiễn Thiếu nữ 101 trong vòng 2 năm (2018-2020).

## Sự nghiệp

### 2015–2017: Khởi đầu sự nghiệp
Từ Mộng Khiết chính thức trở thành thực tập sinh của Phong Sào. Trước đó cô là dancer đặc biệt cho một số chương trình nổi tiếng như: Giấc Mơ Trung Hoa, Tôi Ghi Chép lời Ca, Tôi Không Phải Là Minh Tinh,… Sau đó, Từ Mộng Khiết tham gia show truyền hình tuyển chọn và giành được suất debut cùng nhóm nhạc nữ LadyBees cùng với các thành viên Khổng Tuyết Nhi, Lưu Vũ Hân, Tăng Vịnh Lâm, Cao Thu Tử.

### 2018–2020: Tham gia Sáng Tạo 101, debut Hỏa Tiễn Thiếu Nữ 101
Đến năm 2018, chỉ sau khi tham gia chương trình truyền hình sống còn Sáng tạo 101 của đài Tencent Video (Đằng Tấn), cô nàng mới thực sự được biết đến rộng rãi.
Ngày 23 tháng 6 năm 2018, Từ Mộng Khiết giành được hạng 11 tại đêm Chung kết show Sáng tạo 101 với 83,772,852 tổng số phiếu bình chọn, chính thức debut cùng Hỏa Tiễn Thiếu Nữ 101.

### 2020–nay: Hoạt động solo
Ngày 23/6/2020, sau khi Hỏa Tiễn Thiếu Nữ 101 tan rã, Từ Mộng Khiết hoạt động solo với tư cách ca sĩ.
Năm 2021, cô lấn sân diễn xuất với vai nữ chính đầu tay Đinh Tiễn trong bộ phim Bí mật nơi góc tối được chuyển thể từ tiểu thuyết cùng tên.
Năm 2022 cô đóng thêm bộ phim " 20 bất hoặc 2 " với vai diễn Đinh Nhất Huyên 

## Hoạt động âm nhạc

### Cùng với Hỏa Tiễn Thiếu Nữ 101
| Tên EP            | Phát hành  | Tên bài hát                                             |
| ----------------- | ---------- | ------------------------------------------------------- |
|                   | 23/06/2018 | Rocket Girls                                            |
| Chạm 撞           | 18/08/2018 | "Chạm"                                                  |
| LIGHT             | 14/09/2018 | "LIGHT"                                                 |
| Lập Phong 立风    | 23/06/2019 | "Cơn gió"                                               |
| Lập Phong 立风    | 23/06/2019 | "Chế tạo máy bay" - Từ Mộng Khiết                       |
| Gặp gỡ - Tạm biệt | 25/05/2020 | "11 lần rung động"                                      |
| Gặp gỡ - Tạm biệt | 01/06/2020 | "Suỵt! Để mình nói cậu nghe"                            |
| Gặp gỡ - Tạm biệt | 18/06/2020 | "Đường cứng"                                            |
| Gặp gỡ - Tạm biệt | 23/06/2020 | "5452830" (5452830 = Không giây phút nào không nhớ cậu) |

### Solo
| Tên EP | Phát hành  | Tên bài hát |
| ------ | ---------- | ----------- |
| 11     | 19/06/2021 | TAG         |

### OST
| Phát hành | Tên bài hát            | Tên phim                           |
| --------- | ---------------------- | ---------------------------------- |
| 2021      | Like You               | Tân Nhân Loại! Bạn Trai Bị Rò Điện |
| 2021      | Tuyến Đơn Hành         | Thành Phố Lí Tưởng                 |
| 2021      | Hãy Để Em Bên Cạnh Anh | Bí Mật Nơi Góc Tối                 |

## Tác phẩm diễn xuất
| Năm  | Kênh               | Tên phim                 | Vai diễn        | Bạn diễn                                             | Chú thích |
| ---- | ------------------ | ------------------------ | --------------- | ---------------------------------------------------- | --------- |
| 2019 | WeTV               | Cực Hạn 17: Bóng Chuyền  | Lâm Vi          | Quách Tử Phàm, Y Nhiên                               | Vai phụ   |
| 2021 | Douyin             | Đừng sợ, yêu đương đi!   | Vu Quả          | Phí Khải Minh, Bạch Cử Cương, Hà Hoằng               | Vai phụ   |
| 2021 | Mango TV iQIYI     | Bí Mật Nơi Góc Tối       | Đinh Tiễn       | Trần Triết Viễn                                      | Vai chính |
| 2022 | iQIYI              | Hai Mươi Bất Hoặc 2      | Đinh Nhất Huyên | Quan Hiểu Đồng, Bốc Quan Kim, Đồng Tư Di, Lý Canh Hy | Vai chính |
| 2024 | Douyin             | Tết Nguyên Đán           | Cố Tiểu Mỹ      | Lý Xuyên                                             | Vai chính |
| 2024 | WeTV               | Lòng Dũng Cảm Vô Ích     | Tiểu Lan        | Nguỵ Đại Huân, Lý Canh Hy, Vương Hạo                 | Vai phụ   |
| 2025 | Tencent Video WeTV | Ngọn Hải Đăng Bên Kia Bờ | Lý Nghiên       |                                                      | Vai Chính |
| 2025 | Rạp chiếu phim     | Danh Sách Chia Tay       | Mễ Lạc          | Âu Hào, Tăng Mộng Tuyết, Châu Du, Trình Tiêu         | Vai phụ   |
| 2025 | Douyin             | Dĩ Ái Chi Danh           | Tiểu Lan        |                                                      | Vai chính |
| TBA  |                    | Ám Xử                    | Thẩm Mạn        |                                                      |           |
| TBA  |                    | Tam Nhân Hành            | Từ Đồ Đồ        | Mã Thiên Vũ, Lý Minh Đức,...                         |           |

## Chương Trình Truyền Hình
| Năm  | Tên chương trình       | Tên tiếng Trung            | Kênh phát sóng | Vai trò            |
| ---- | ---------------------- | -------------------------- | -------------- | ------------------ |
| 2022 | Ái Chà! Dáng Đẹp 3     | 哎呀好身材                 | Mango TV       | Thành viên cố định |
| 2023 | Nguyên Âm Đại Mạo Hiểm | 元音大冒险/ Memoon Singer  | iQIYI          | Thành viên cố định |
| 2023 | Chúng Ta Tâm Đầu Ý Hợp | 一拍即合的我们/ Hit It Off | Youku          | Thành viên cố định |
| 2023 | Keep Running mùa 11    | 奔跑吧/ Running Brothers   | Chiết Giang TV | Khách mời          |